# Hrabia Dartmouth
Hrabia Dartmouth – brytyjski tytuł arystokratyczny. Rodowymi siedzibami hrabiów Dartmouth były Woodsome Hall w Yorkshire, Sandwell Hall w Sandwell Valley i Dartmouth Park w Londynie.
Dodatkowymi tytułami hrabiego Dartmouth są:
- wicehrabia Lewisham
- baron Dartmouth.

Najstarszy syn hrabiego Dartmouth jest wicehrabią Lewisham.
Baronowie Dartmouth 1. kreacji (parostwo Anglii)
- 1682–1691: George Legge, 1. baron Dartmouth
- 1691–1750: William Legge, 2. baron Dartmouth

Hrabiowie Dartmouth 1. kreacji (parostwo Wielkiej Brytanii)
- 1711–1750: William Legge, 1. hrabia Dartmouth
- 1750–1801: William Legge, 2. hrabia Dartmouth
- 1801–1810: George Legge, 3. hrabia Dartmouth
- 1810–1853: William Legge, 4. hrabia Dartmouth
- 1853–1891: William Walter Legge, 5. hrabia Dartmouth
- 1891–1936: William Heneage Legge, 6. hrabia Dartmouth
- 1936–1958: William Legge, 7. hrabia Dartmouth
- 1958–1962: Humphry Legge, 8. hrabia Dartmouth
- 1962–1997: Gerald Humphry Legge, 9. hrabia Dartmouth
- od 1997: William Legge, 10. hrabia Dartmouth